# Provincia Badahșan

Localizarea regiunii în Afganistan

Provincia Badahșan (paștună: بدخشان ولایت‎; persană: استان بدخشان) este una dintre cele 34 de provincii ale Afganistanului. Este localizată în partea nord-estică, la frontiera cu statele Tadjikistan și Pakistan. Capitala sa este orașul Faizabad.